# 九巴月票

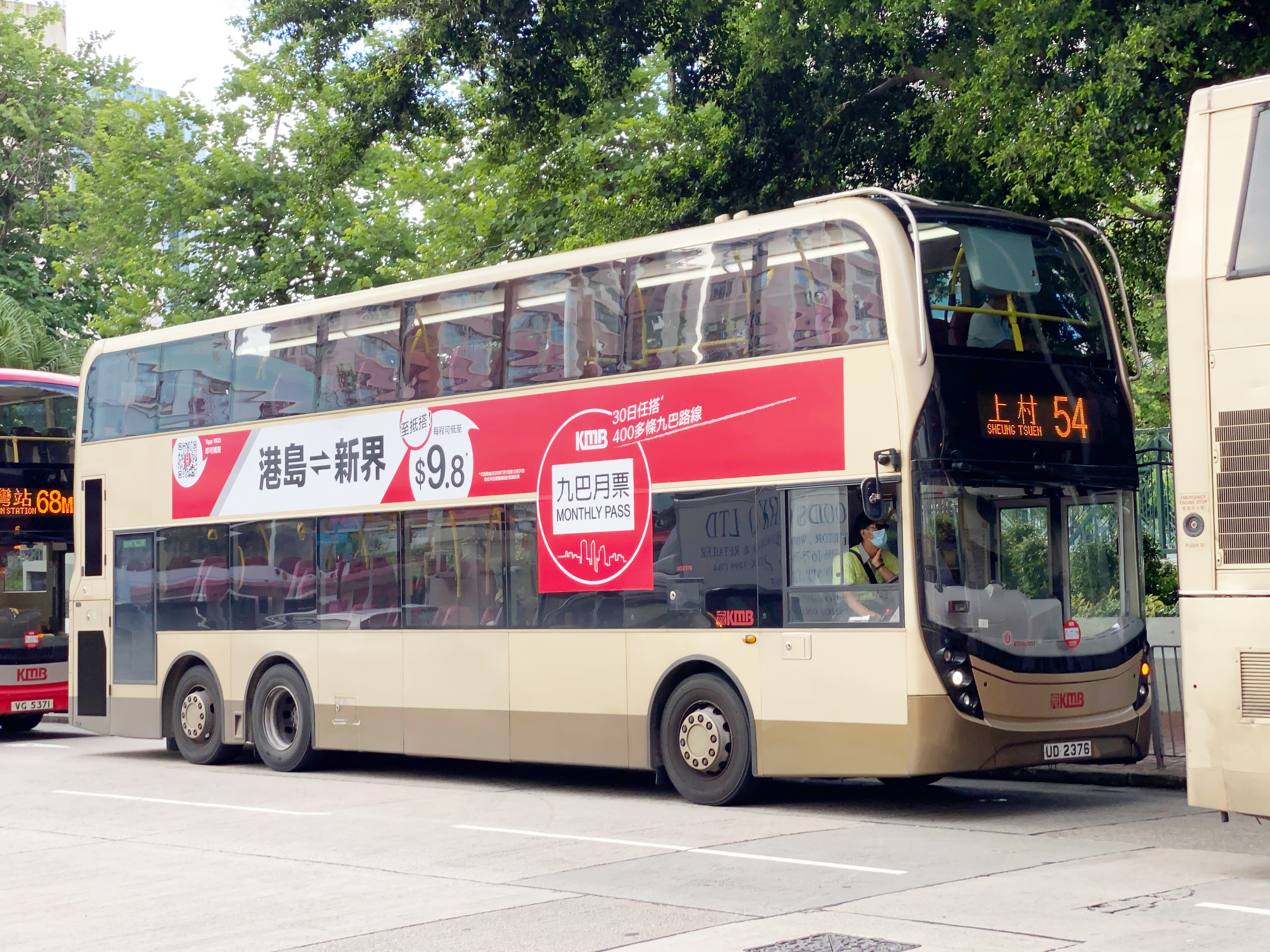
九巴在旗下巴士宣傳九巴月票

九巴月票（英文：KMB Monthly Pass）是香港九龍巴士為配合2017年7月1日延長專營權10年，而推出的優惠車票，為透過八達通而使用的月票，適用於全港逾450條九龍巴士及龍運巴士路線，包括常規路線、馬場專線、通宵線、口岸線、機場線以及假日特別線（長途巴士新型服務P960、P968線、以及港鐵接駁巴士所有路線除外；而乘搭九巴HK1線、以及龍運「A」及「NA」線則可享原價二七折優惠）。其中，跨公司的聯營路線亦納入月票計劃，乘客可憑「九巴月票」乘搭由九巴／龍運巴士提供的班次。乘客憑月票可以在有效月份內，每日乘搭最多10程九龍巴士及龍運巴士（而九龍巴士HK1線、以及龍運「A」及「NA」線則可享原價二七折優惠，不會計算每天10程合資格車程；B1線則每日乘搭最多2程）。

## 優惠內容

### 用途
九巴月票是在購買時直接由八達通內扣除，並記錄在八達通上，憑該有記錄的八達通，可以在有效月份內（適用於2018年3至9月份月票的使用者）／購買日起當日至隨後7日內首次使用，並於首次使用起30日內有效；而在該月票有效期內續購月票，有效期則於原有到期日後延長30日（適用於2018年9月起購買月票的使用者），每日乘搭最多10程九龍巴士及龍運巴士所有路線（包括常規路線、馬場專線、通宵線、口岸線以及假日特別線，而B1線則每日乘搭最多2程獨立合資格車程，乘搭九龍巴士HK1線、以及龍運「A」及「NA」線則可享原價二七折優惠，但不會計算每天10程合資格車程）。

### 有效期
九巴月票有效期由每月1日至該月最後一日，發售日期為前一個月的1日至該月的20日（適用於2018年8月31日或之前購買月票的使用者）／購買日起當日至隨後7日內首次使用，並於首次使用起30日內有效；而在該月票有效期內續購月票，有效期則於原有到期日後延長30日（適用於2018年9月1日或之後購買月票的使用者）。
乘客可在任何九巴月票自助售賣機，查閱九巴月票的有效期及當日剩餘車程次數；有關資料亦會在乘客使用此月票登車時在八達通收費器螢幕上顯示。

### 售價
九巴月票原本售價為HK$800，由2025年1月2日起調整至HK$834，於指定巴士總站、巴士轉乘站及九巴客務站之月票自助售賣機，或透過智能手機登入「App 1933」以八達通發售（不接受現金付款）。
九巴月票只適用於成人八達通或產品，以及「學生身分」個人八達通；而小童／長者八達通或產品，以及「殘疾人士身分」個人八達通將不能購買此月票。（如購買則會被取消優惠）

## 過往多年的適用範圍及售價
| 日期          | 日期          | 月票適用範圍 | 月票適用範圍 | 售價   |
| 開始          | 結束          | 九龍巴士     | 龍運巴士     | 售價   |
| ------------- | ------------- | ------------ | ------------ | ------ |
| 2018年3月1日  | 2023年4月30日 | ✓            | ✗            | HK$780 |
| 2023年5月1日  | 2023年9月17日 | ✓            | ✓            | HK$780 |
| 2023年9月18日 | 2025年1月4日  | ✓            | ✓            | HK$800 |
| 2025年1月5日  |               | ✓            | ✓            | HK$834 |

## 注意事項
- 於月票適用範圍內，乘客不可享有其他轉乘優惠（包括由九巴／龍運巴士轉往其他非合資格的車程，惟指定龍運「A」線轉乘組合則適用）。
- 「九巴月票」只可以在九龍巴士及龍運巴士所有路線每日使用10次[3]（不包括長途巴士新型服務P960、P968線及港鐵接駁巴士所有路線[3]，以及聯營路線之城巴班次[3]），而B1線則每日乘搭最多2程，乘搭九龍巴士HK1線、以及龍運「A」及「NA」線則可享原價二七折優惠（不會計算每天10次合資格車程），若月票乘搭超過指定次數合資格車程（HK1線及「A」及「NA」線除外），或是上述不適用車程及服務，會被扣除正價車費。
- 如使用月票乘搭的路線組合不論是否屬於轉乘優惠之組合（互轉「A」及「NA」線除外），會視作2程合資格車程。
- 月票之每日之定義為當日04:45:00至翌日04:44:59，以八達通系統為準。
- 如在城門隧道轉車站轉乘，如無須補付車費，將不會計算合資格車程；如需在轉車時補付車費之車程，會視作1程合資格車程。
- 若巴士上的八達通機發生故障，乘客必須以現金繳付全費。
- 香港政府的交通費補貼計劃亦適用於本月票。[6]